# Long John Silver (album)
Long John Silver je studiové album americké rockové skupiny Jefferson Airplane, vydané v roce 1972.

## Seznam skladeb
| Strana 1 | Strana 1               | Strana 1 |
| Pořadí   | Název                  | Délka    |
| -------- | ---------------------- | -------- |
| 1.       | Long John Silver       | 4:22     |
| 2.       | Aerie                  | 3:53     |
| 3.       | Twilight Double Leader | 4:42     |
| 4.       | Milk Train             | 3:18     |
| 5.       | The Son of Jesus       | 5:27     |

| Strana 2 | Strana 2             | Strana 2 |
| Pořadí   | Název                | Délka    |
| -------- | -------------------- | -------- |
| 1.       | Easter?              | 4:00     |
| 2.       | Trial by Fire        | 4:31     |
| 3.       | Alexander the Medium | 6:38     |
| 4.       | Eat Starch Mom       | 4:34     |

## Sestava
- Grace Slick – zpěv, piáno
- Jack Casady – baskytara
- Paul Kantner – zpěv, rytmická kytara
- Jorma Kaukonen – sólová kytara, zpěv
- Papa John Creach – elektrické housle
- John (Goatee) Barbata – bicí, tamburína
- Joey Covington – bicí
- Sammy Piazza – bicí